# 小阪 (東大阪市)
小阪（こさか）は、大阪府東大阪市の旧地域名。概ね東大阪市立小阪中学校の学区にあたる。本項では概ね同地域にあった中河内郡小阪町（こさかちょう）についても述べる。
概ね小阪、小阪本町、下小阪、中小阪、宝持、上小阪、西上小阪、東上小阪、新上小阪、南上小阪の各町丁に相当する。
東大阪市中西部、近鉄奈良線と長瀬川、旧大阪中央環状線に囲まれた地域とその周辺に該当する。

## 歴史

### 近代以前
（日本 > 畿内 > 河内国 > 若江郡 > 下小阪村、中小阪村、宝持村、上小阪村）
河内国若江郡に属し、久宝寺川と楠根川に挟まれた低地であり農業が盛んであったが、上流域における洪水の影響を幾度も受けている。中世においては周囲の村々は戦乱に巻き込まれているものの、このあたりは戦乱の影響を直接受けなかったとされる。

### 自治体成立以降
（日本 > 大阪府 > 若江郡 → 中河内郡 > 小阪村 → 小阪町）
- 1889年4月1日 町村制施行に伴い、若江郡下小阪村、中小阪村、宝持村、上小阪村が合併し、小阪村が成立。
- 1896年4月1日 郡の統廃合に伴い、所属郡が中河内郡に変更。
- 1925年4月1日 町制を施行して中河内郡小阪町となる。
- 1937年4月1日 中河内郡長瀬村、布施町、楠根町、意岐部村、弥刀村と合併して布施市の一地域となり、中河内郡を離脱。

## 地理

### 交通
主要道路
- 大阪府道2号大阪中央環状線（旧道）
- 大阪府道24号大阪東大阪線
- 大阪府道171号河内小阪停車場線

鉄道
- 近鉄奈良線
  - 河内小阪駅 - 八戸ノ里駅

バス
- 近鉄バス

河内小阪駅と八戸ノ里駅を発着しており、主に（旧）大阪中央環状線を運行している。以前は、府道24号大阪東大阪線にもバスが多数運行していたが、その後大幅な減便を経て廃止。
- 大阪バス

布施駅・俊徳道駅から市立東大阪医療センターや近畿大学への路線を運行。府道24号の区間は近鉄バス撤退後の復活となる。

## 地域
狭義の小阪地域としては旧若江郡下小阪村の地域＝現在の近鉄河内小阪駅から八戸ノ里駅にかけての周囲一帯となるが、自治体成立以降の小阪村としては八戸ノ里駅南側の広い地域を含んでいる。南端は長瀬駅の近くや金物団地の近くに及ぶ。鉄道駅周辺や主要地方道沿いに大きめの商業施設が多いが、概ね商業地と住宅地が混在している。地域内は工場は少ない。
なお、近畿大学本部の立地する小若江地区は旧弥刀村の地域である。

### 小阪、小阪本町、下小阪

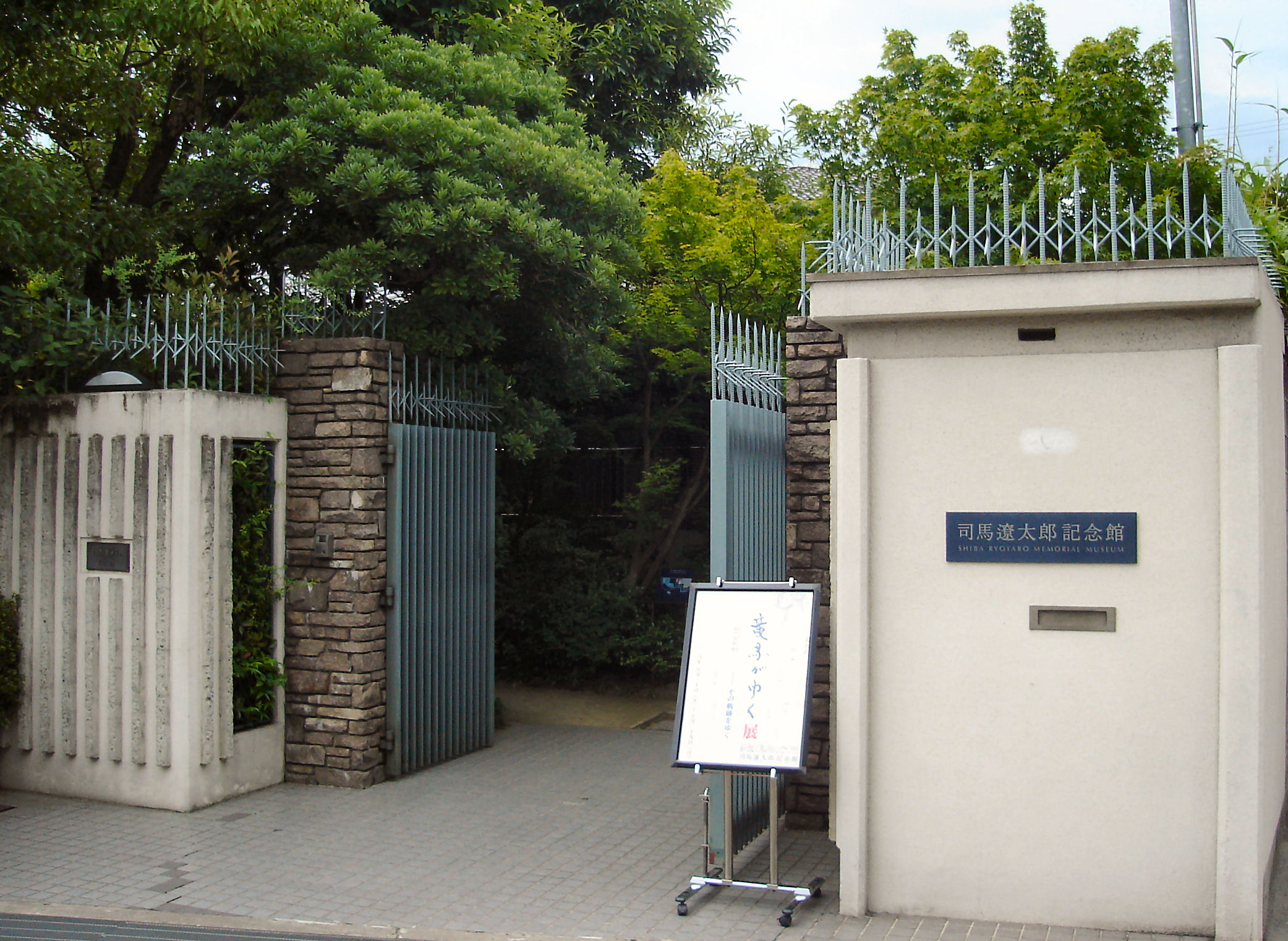
司馬遼太郎記念館 （下小阪3-11-18）
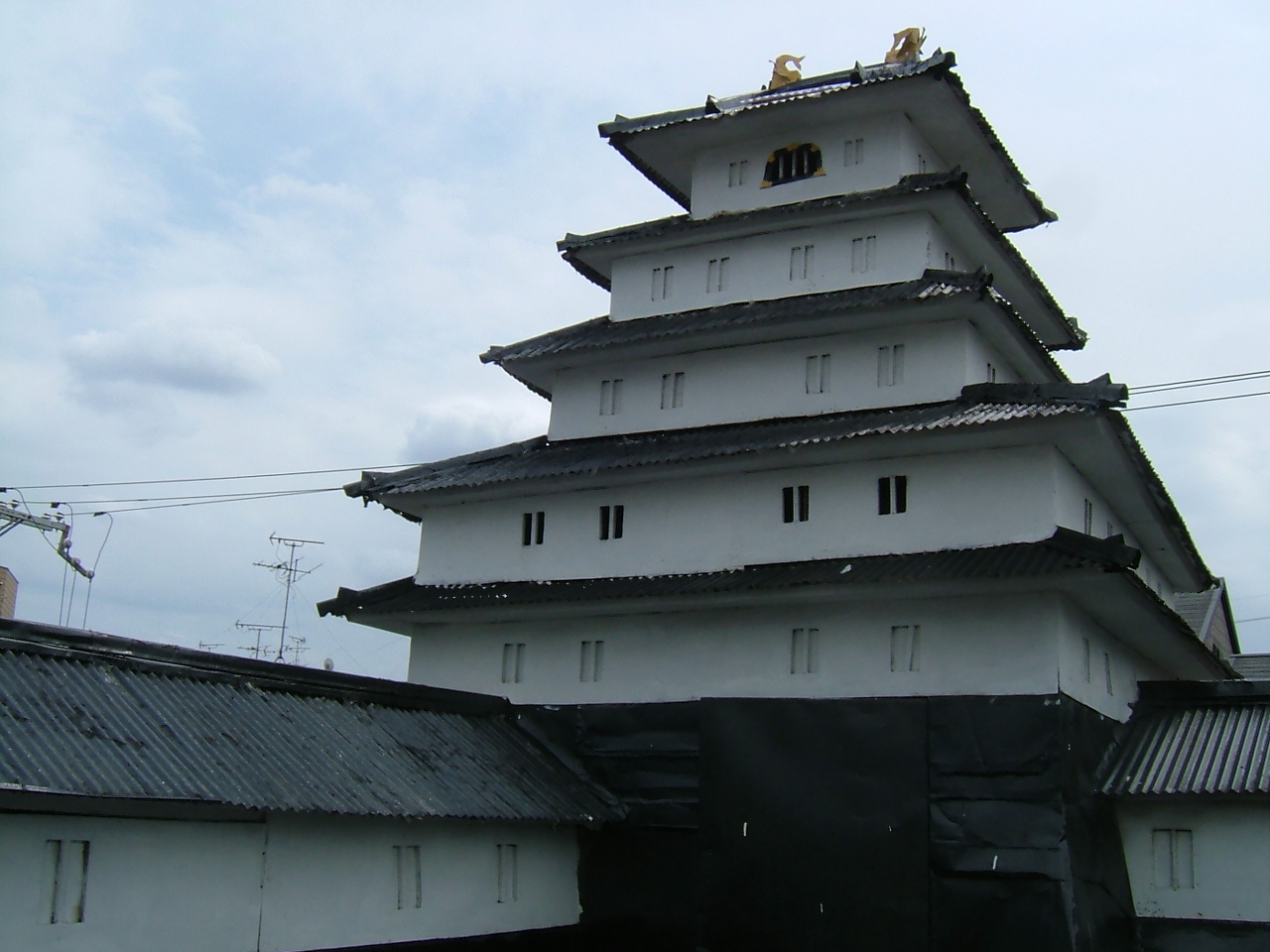
小阪城

概ね市町村制施行前の下小阪村だった地域。旧村落の中心地は下小阪1〜3丁目あたり。地域内の東側、近鉄八戸ノ里駅周辺は俗に「八戸の里」（やえのさと）と呼ばれるが地名としては存在しない。
主な施設、旧跡
（小阪1〜3丁目）
- 近鉄河内小阪駅
- 近鉄八戸ノ里駅

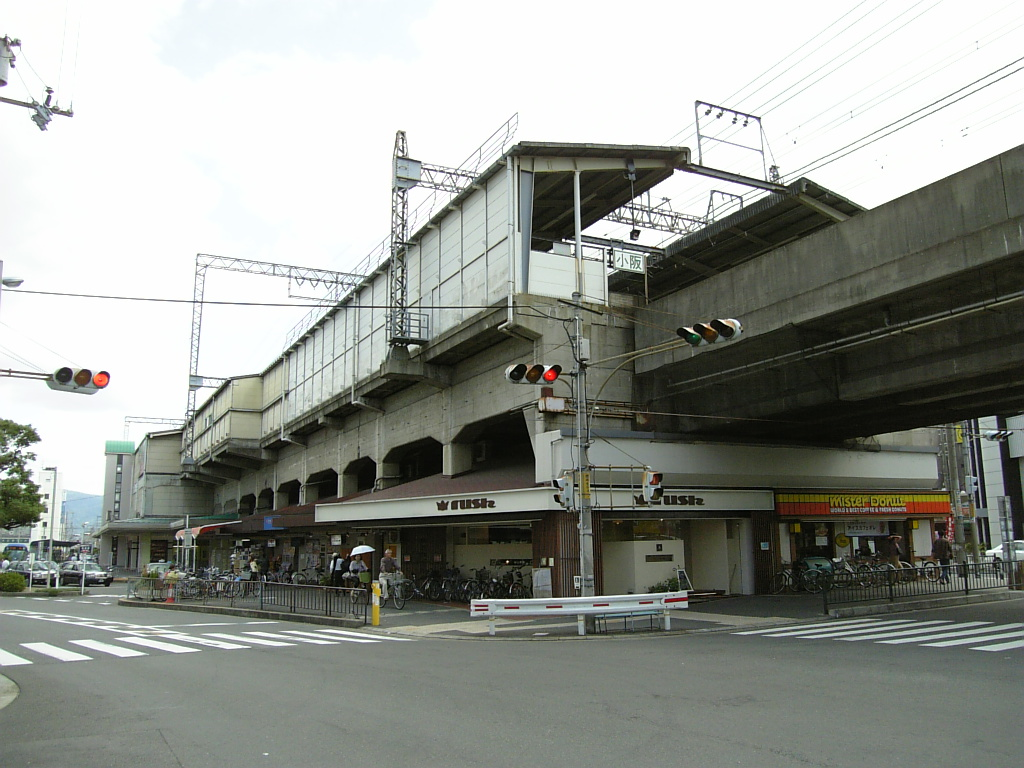
河内小阪駅 （小阪1-8-8）
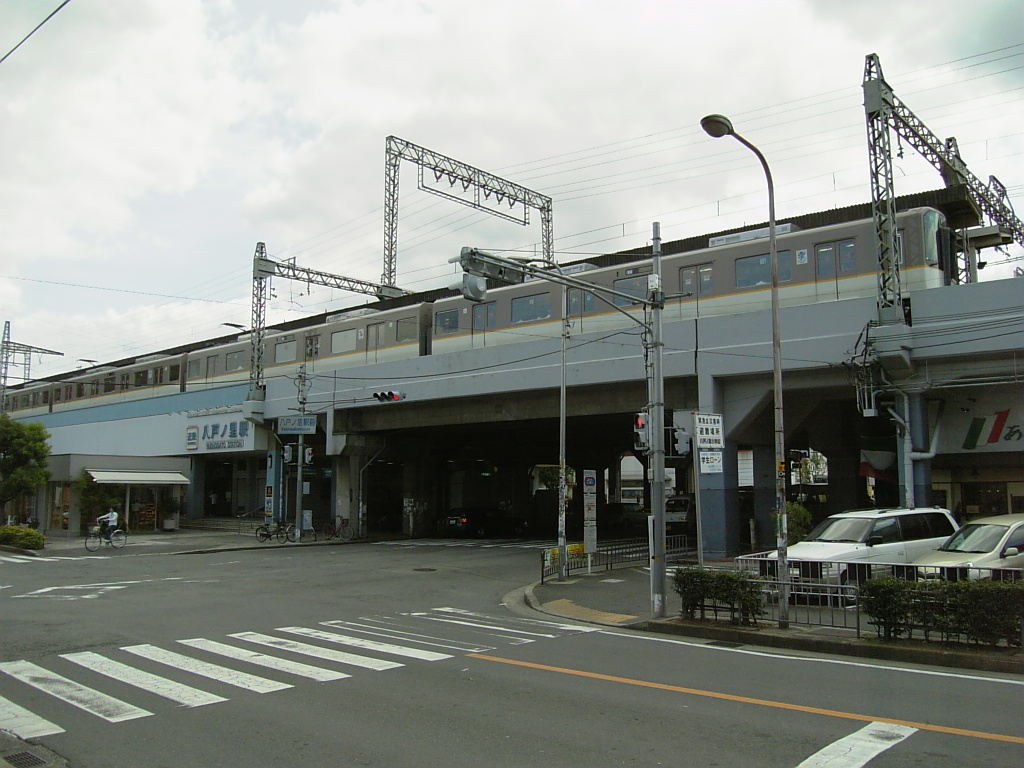
八戸ノ里駅 （小阪3-1-1）

（小阪本町1,2丁目）
- 東大阪小阪本町郵便局
- 三井住友銀行 小阪支店

（下小阪1〜5丁目）
- 大阪府立布施高等学校
- 東大阪市立八戸の里小学校
- 東大阪下小阪郵便局
- 小坂神社
- 司馬遼太郎記念館

小説家・司馬遼太郎の自宅敷地に設立された資料館。
- 小阪城

美容院を営む一個人が廃材を用いて建てた、自宅兼店舗の城郭風建築物。
- ライフ 八戸の里店
- 八戸の里病院

- 司馬遼太郎記念館
（下小阪3-11-18）
- 小阪城

### 中小阪
下小阪地区の南に位置し、旧中小阪村だった地域。
主な施設、旧跡
（中小阪1〜5丁目）
- 東大阪市立小阪小学校
- 東大阪市立八戸の里東小学校
- 八戸の里公園
  - 東大阪市立総合体育館（東大阪アリーナ）
- 東大阪市立勤労市民センター（ユトリート東大阪）

※近畿大学附属小学校は2010年に奈良県奈良市あやめ池に移転。跡地は万代になった。

### 宝持
中小阪地区の南東に位置し、旧宝持村だった地域。宝持交差点で旧大阪中央環状線と府道大阪東大阪線が交わる。
主な施設、旧跡
（宝持1〜5丁目）
- 大阪府立布施工科高等学校
- 東大阪市立小阪中学校

### 上小阪、西上小阪、東上小阪、新上小阪
中小阪地区の南西、宝持地区のさらに南に位置し、旧上小阪村だった地域。
主な施設、旧跡
（上小阪1〜4丁目）
- 東大阪市立上小阪中学校
- 東大阪市立上小阪小学校

（西上小阪）
（東上小阪）
（新上小阪）
- 東大阪市消防局上小阪出張所
- 近畿大学本部キャンパス（旧大阪中央環状線より東(＝Eキャンパス側)に立地する部分）